# Chat polydactyle

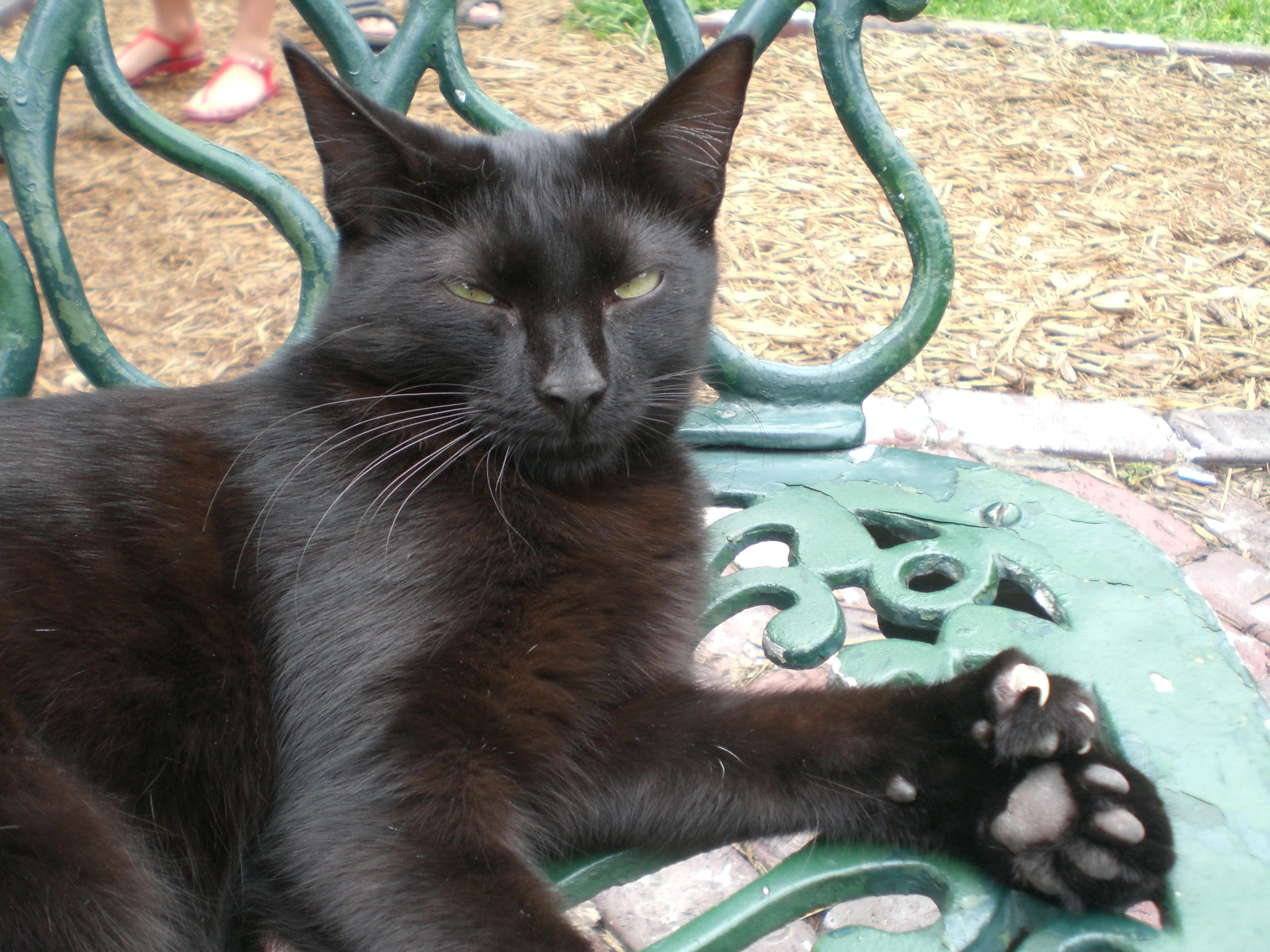
Chat polydactyle de la maison d'Ernest Hemingway à Key West (Floride)

Un chat polydactyle ou hyperdactyle est un chat qui possède un nombre de doigts supérieur à la normale, sur une ou sur toutes les pattes, en raison d'une particularité physique congénitale causée par une mutation génétique.
Cette dénomination vient du grec « poly » qui signifie « nombreux » et « dactyle » qui signifie « doigts ».

## Description

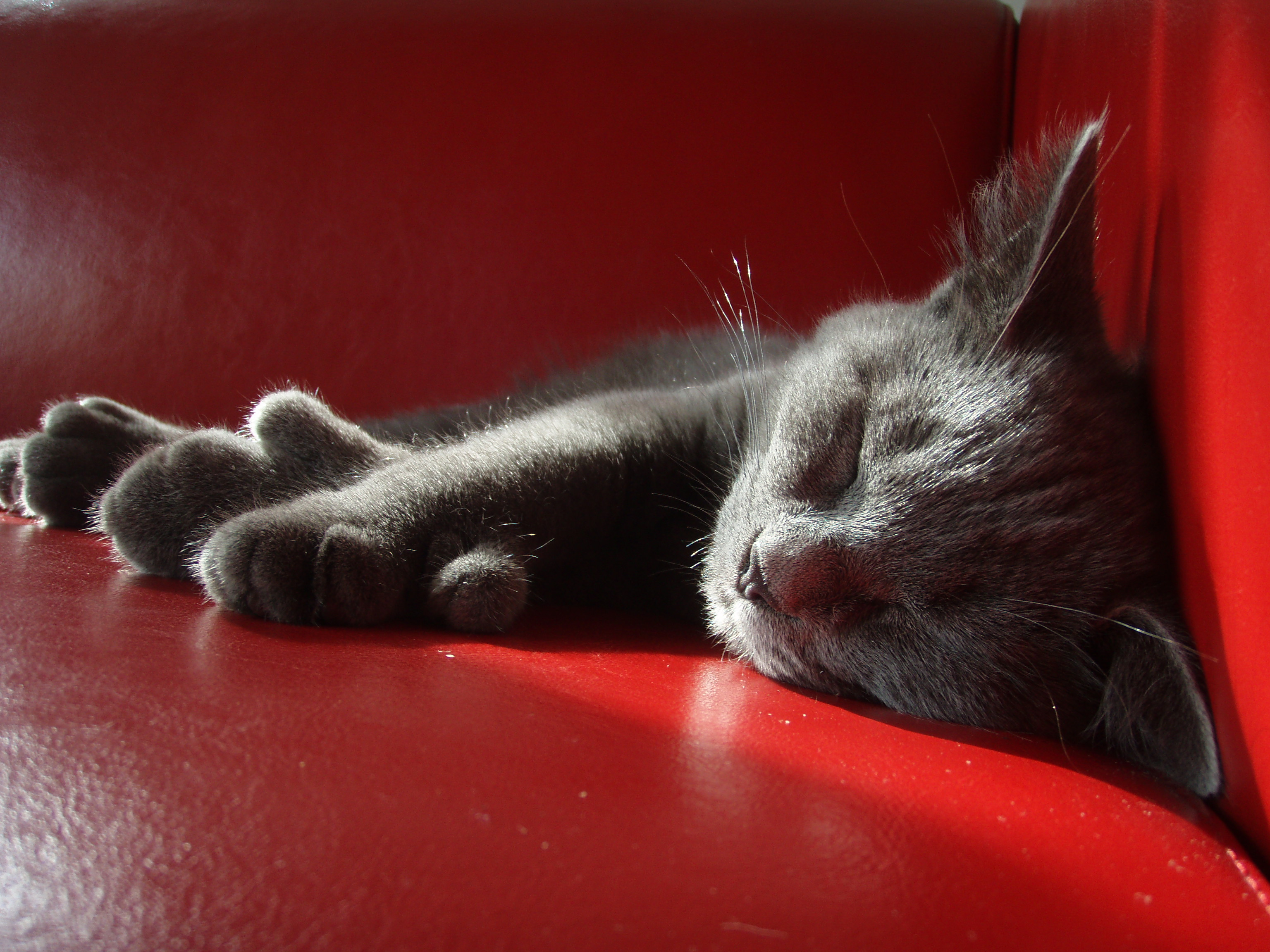
Chat polydactyle avec six doigts à l'avant et cinq à l'arrière.

Un chat possède normalement quatre doigts et un ergot sur les pattes avant et quatre aux pattes arrière. Un chat polydactyle peut posséder jusqu'à sept doigts indifféremment à l'avant ou à l'arrière. Diverses variations de quatre à sept orteils sont communes, bien que chaque paire de pattes puisse ne pas avoir un nombre identique de doigts.
La polydactylie est plus fréquemment observée sur les pattes avant uniquement. Elle est rarement vue sur toutes les pattes ou uniquement sur les pattes arrière. Au LOOF, elle n'est reconnue que sur les pattes avant ou les quatre pattes.
Cette particularité est héritée génétiquement car le gène responsable est autosomique dominant à expression variable. Ce n'est qu'esthétique. Elle n'est ni mortelle ni dérangeante pour le chat. Certains développent une plus grande habileté. Par exemple, un chat possédant six doigts à l'avant (dont un orteil opposé aux autres comme le pouce d'une main humaine) pourra posséder une dextérité inconnue chez les chats non polydactyles, lui permettant par exemple d'ouvrir des loquets de portes ou de chasser en s'aidant d'une seule patte.

## Histoire
On trouve cette caractéristique le plus souvent parmi les chats de la côte Est des États-Unis et dans le sud-ouest de l'Angleterre. Certains avancent que la raison de la quasi-absence de chats polydactyles en Europe est due au fait qu'au Moyen Âge, les chats sortant de l'ordinaire étaient directement tués en raison de la force des superstitions et des relations supposées du chat avec la sorcellerie. D'autres attirent l'attention sur le fait que les chats polydactyles sont nombreux en Angleterre, particulièrement au pays de Galles où on les appelle les "Cardi-Cats".
Le chat enregistré au Livre Guinness des records vient de Bonfield, en Ontario et s'appelle Jake. C'est le chat ayant le plus grand nombre d'orteils enregistré à ce jour[Quand ?], 28 en tout.

## Races et variétés

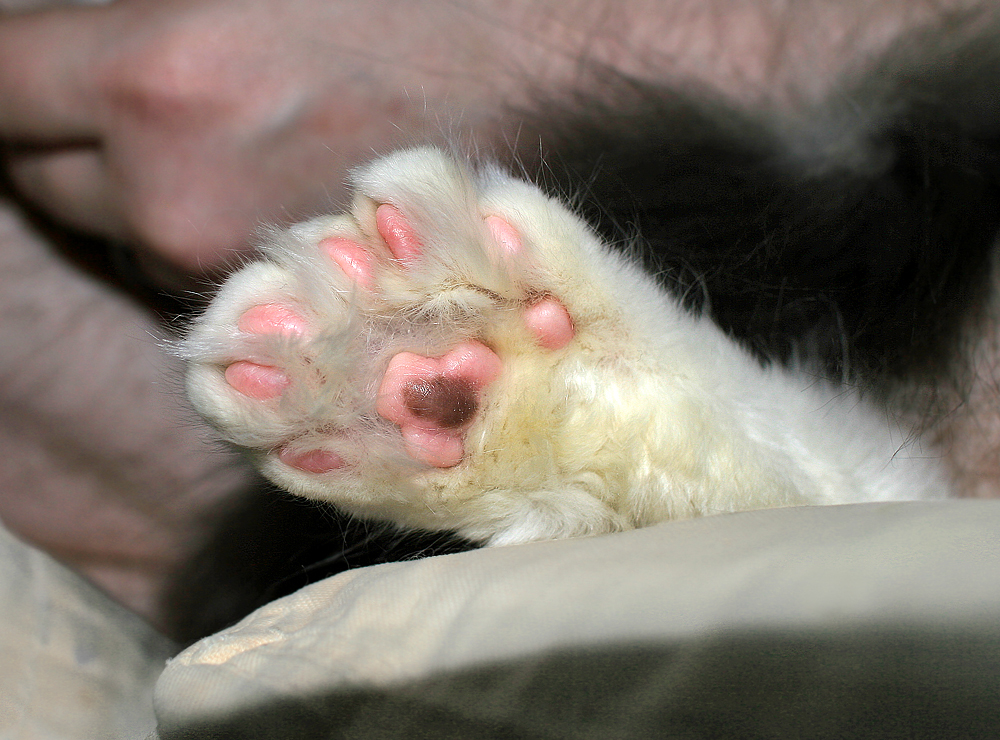
Exemple d'une femelle maine coon polydactyle avec sept doigts.

Les deux races où la polydactylie est la plus forte sont le maine coon et le pixie-bob. Pour le maine coon, ce trait est accepté en France par le LOOF, aux États-Unis, la TICA, l'ACFA, la CFA et diverses autres associations le reconnaissent.
Quant au pixie-bob, il descend directement de chats polydactyles et ce trait est reconnu par la TICA mais non par le LOOF.
Dans leur pedigree et dès que possible, à leur nom officiel sont ajoutées la lettre "P" pour les chats polydactyles aux pattes avant, et les lettres "PP' pour les chats polydactyles aux quatre pattes. Exemple : Black Draco's Orlaloi PP.

### Les chats d'Ernest Hemingway
L'écrivain et prix Nobel Ernest Hemingway est un des amateurs les plus connus de chats polydactyles.
Dans le jardin de sa maison de Key West en Floride, il hébergeait un peu moins d'une centaine de chats dont environ la moitié étaient polydactyles. Cette passion pour ces chats particuliers lui est venue après qu'il a reçu un chat à six doigts de la part du capitaine d'un bateau. En anglais, le mot "Hemingway cat" ou "Hemingway" est devenu familier pour désigner les chats polydactyles.
Depuis la mort d'Ernest Hemingway en 1961, cette maison est devenue un musée et le jardin un abri pour les descendants de ses chats. Il en reste encore une soixantaine (cinquante-sept au 18 août 2018), dont une trentaine de polydactyles.

### Sources
- (en) Cet article est partiellement ou en totalité issu de l’article de Wikipédia en anglais intitulé « Polydactyl cat » (voir la liste des auteurs).
- Revue maine coon international - Article sur la polydactylie